# 2022년 10월
| 2022년: 1월 · 2월 · 3월 · 4월 · 5월 · 6월 · 7월 · 8월 · 9월 · 10월 · 11월 · 12월 |

| \| 2022년 10월 1일 (토요일) \| \| 편집 \|                                                                          |  |      |
| 사고와 재해 - 인도네시아 말랑구의 축구경기에서 발생한 칸주루한 스타디움 참사로 최소한 131명의 사람들이 사망하였다. |  |      |
| 2022년 10월 1일 (토요일)                                                                                           |  | 편집 |

| 2022년 10월 1일 (토요일) |  | 편집 |

| \| 2022년 10월 2일 (일요일) \| \| 편집 \| |  |      |
|                                           |  |      |
| 2022년 10월 2일 (일요일)                  |  | 편집 |

| 2022년 10월 2일 (일요일) |  | 편집 |

| \| 2022년 10월 3일 (월요일) \| \| 편집 \|                                                                                   |  |      |
| 과학과 기술 - 독일 막스플랑크 진화인류학연구소 소속 스웨덴의 유전학자 스반테 페보가 노벨 생리학·의학상 수상자로 선정되었다. |  |      |
| 2022년 10월 3일 (월요일) |  | 편집 |

| 2022년 10월 3일 (월요일) |  | 편집 |

| \| 2022년 10월 4일 (화요일) \| \| 편집 \| |  |      |
| 과학과 기술 - 프랑스의 알랭 아스페, 미국의 존 클라우저, 오스트리아의 안톤 차일링거가 양자 얽힘을 이용한 실험, 벨 부등식의 정당성, 양자정보과학의 개척으로 노벨 물리학상의 공동수상자로 선정되었다. 정치와 선거 - 대한민국의 정치인 김동길이 사망했다. |  |      |
| 2022년 10월 4일 (화요일) |  | 편집 |

| 2022년 10월 4일 (화요일) |  | 편집 |

| \| 2022년 10월 5일 (수요일) \| \| 편집 \| |  |      |
| 과학과 기술 - 미국인 캐럴린 R. 버토지와 칼 배리 샤플리스, 모르텐 P. 멜달이 클릭 화학과 생체 직교 화학의 발전으로 노벨 화학상의 공동 수상자로 선정되었다. |  |      |
| 2022년 10월 5일 (수요일) |  | 편집 |

| 2022년 10월 5일 (수요일) |  | 편집 |

| \| 2022년 10월 6일 (목요일) \| \| 편집 \| |  |      |
| 문화와 예술 - 스웨덴 한림원이 프랑스의 작가 아니 에르노를 2022 노벨문학상 수상자로 선정하였다. 정치와 선거 - 국민의힘에 대해 이준석이 낸 가처분이 각하 및 기각되었다. |  |      |
| 2022년 10월 6일 (목요일) |  | 편집 |

| 2022년 10월 6일 (목요일) |  | 편집 |

| \| 2022년 10월 7일 (금요일) \| \| 편집 \|                                                      |  |      |
| 정치와 선거 - 국민의힘에서 이준석이 가처분 및 언행 문제로 당원권 정지 1년의 징계가 추가되었다. |  |      |
| 2022년 10월 7일 (금요일)                                                                       |  | 편집 |

| 2022년 10월 7일 (금요일) |  | 편집 |

| \| 2022년 10월 8일 (토요일) \| \| 편집 \| |  |      |
|                                           |  |      |
| 2022년 10월 8일 (토요일)                  |  | 편집 |

| 2022년 10월 8일 (토요일) |  | 편집 |

| \| 2022년 10월 9일 (일요일) \| \| 편집 \| |  |      |
|                                           |  |      |
| 2022년 10월 9일 (일요일)                  |  | 편집 |

| 2022년 10월 9일 (일요일) |  | 편집 |

| \| 2022년 10월 10일 (월요일) \| \| 편집 \|                                                   |  |      |
| 사고와 재해 - 허리케인 줄리아가 중남미를 강타해 집중호우와 산사태 등으로 80명 이상 사망했다. |  |      |
| 2022년 10월 10일 (월요일)                                                                    |  | 편집 |

| 2022년 10월 10일 (월요일) |  | 편집 |

| \| 2022년 10월 11일 (화요일) \| \| 편집 \| |  |      |
|                                            |  |      |
| 2022년 10월 11일 (화요일)                  |  | 편집 |

| 2022년 10월 11일 (화요일) |  | 편집 |

| \| 2022년 10월 12일 (수요일) \| \| 편집 \| |  |      |
|                                            |  |      |
| 2022년 10월 12일 (수요일)                  |  | 편집 |

| 2022년 10월 12일 (수요일) |  | 편집 |

| \| 2022년 10월 13일 (목요일) \| \| 편집 \| |  |      |
|                                            |  |      |
| 2022년 10월 13일 (목요일)                  |  | 편집 |

| 2022년 10월 13일 (목요일) |  | 편집 |

| \| 2022년 10월 14일 (금요일) \| \| 편집 \| |  |      |
|                                            |  |      |
| 2022년 10월 14일 (금요일)                  |  | 편집 |

| 2022년 10월 14일 (금요일) |  | 편집 |

| \| 2022년 10월 15일 (토요일) \| \| 편집 \| |  |      |
| 사고와 재해 - 오후 3시 30분경 (KST) SK C&C의 데이터 센터에 화재가 발생해 카카오의 서비스가 중단되었다. - 오전 6시 20분경 (KST) SPC 계열사 평택 소재 제빵공장에서 직원이 소스 배합 기계 끼임 사고로 사망했다. |  |      |
| 2022년 10월 15일 (토요일) |  | 편집 |

| 2022년 10월 15일 (토요일) |  | 편집 |

| \| 2022년 10월 16일 (일요일) \| \| 편집 \| |  |      |
|                                            |  |      |
| 2022년 10월 16일 (일요일)                  |  | 편집 |

| 2022년 10월 16일 (일요일) |  | 편집 |

| \| 2022년 10월 17일 (월요일) \| \| 편집 \|                                                      |  |      |
| 정치와 선거 - 스웨덴 의회의 인준 투표에 의해 울프 크리스테르손이 스웨덴의 새 총리로 선출되었다. |  |      |
| 2022년 10월 17일 (월요일)                                                                       |  | 편집 |

| 2022년 10월 17일 (월요일) |  | 편집 |

| \| 2022년 10월 18일 (화요일) \| \| 편집 \| |  |      |
| 사고와 재해 - 러시아 전폭기 수호이 Su-34가 예이스크 시내에 추락해 민간인 13명이 사망했다. 사고 기체에 탑승했던 조종사 두 명은 탈출했다. 정치와 선거 - 오스트레일리아 정부가 서예루살렘을 이스라엘의 수도로 공인했던 결정을 철회한다고 발표했다. |  |      |
| 2022년 10월 18일 (화요일) |  | 편집 |

| 2022년 10월 18일 (화요일) |  | 편집 |

| \| 2022년 10월 19일 (수요일) \| \| 편집 \| |  |      |
|                                            |  |      |
| 2022년 10월 19일 (수요일)                  |  | 편집 |

| 2022년 10월 19일 (수요일) |  | 편집 |

| \| 2022년 10월 20일 (목요일) \| \| 편집 \|                                |  |      |
| 정치와 선거 - 영국의 제 78대 총리인 리즈 트러스가 총리직 사임을 발표했다. |  |      |
| 2022년 10월 20일 (목요일)                                                 |  | 편집 |

| 2022년 10월 20일 (목요일) |  | 편집 |

| \| 2022년 10월 21일 (금요일) \| \| 편집 \| |  |      |
|                                            |  |      |
| 2022년 10월 21일 (금요일)                  |  | 편집 |

| 2022년 10월 21일 (금요일) |  | 편집 |

| \| 2022년 10월 22일 (토요일) \| \| 편집 \| |  |      |
|                                            |  |      |
| 2022년 10월 22일 (토요일)                  |  | 편집 |

| 2022년 10월 22일 (토요일) |  | 편집 |

| \| 2022년 10월 23일 (일요일) \| \| 편집 \| |  |      |
|                                            |  |      |
| 2022년 10월 23일 (일요일)                  |  | 편집 |

| 2022년 10월 23일 (일요일) |  | 편집 |

| \| 2022년 10월 24일 (월요일) \| \| 편집 \|                                                                                      |  |      |
| 사건 - 승객과 승무원 등 173명을 태운 대한항공 소속 에어버스 A330 여객기가 필리핀 막탄 세부 국제공항에 이탈하는 사고가 발생했다. |  |      |
| 2022년 10월 24일 (월요일) |  | 편집 |

| 2022년 10월 24일 (월요일) |  | 편집 |

| \| 2022년 10월 25일 (화요일) \| \| 편집 \| |  |      |
|                                            |  |      |
| 2022년 10월 25일 (화요일)                  |  | 편집 |

| 2022년 10월 25일 (화요일) |  | 편집 |

| \| 2022년 10월 26일 (수요일) \| \| 편집 \|          |  |      |
| 사고 - 봉화 광산 매몰 사고로 광부 2명이 실종되었다. |  |      |
| 2022년 10월 26일 (수요일)                           |  | 편집 |

| 2022년 10월 26일 (수요일) |  | 편집 |

| \| 2022년 10월 27일 (목요일) \| \| 편집 \| |  |      |
| 사건 - 가평 용소계곡 살인 사건에 대해 1심 법원은 피고 이은해에게 살인미수에 대한 유죄와 용소계곡 추락 사건에 대한 부작위범을 인정하고, 공범 조현수에게도 같은 죄를 인정한 뒤 이은해에게는 무기징역, 공범 조현수에게는 징역 30년을 선고해 작위범과 동등한 중형을 선고했다. |  |      |
| 2022년 10월 27일 (목요일) |  | 편집 |

| 2022년 10월 27일 (목요일) |  | 편집 |

| \| 2022년 10월 28일 (금요일) \| \| 편집 \| |  |      |
|                                            |  |      |
| 2022년 10월 28일 (금요일)                  |  | 편집 |

| 2022년 10월 28일 (금요일) |  | 편집 |

| \| 2022년 10월 29일 (토요일) \| \| 편집 \|    |  |      |
| 사고 - 이태원 압사 사고로 150여명이 사망했다. |  |      |
| 2022년 10월 29일 (토요일)                     |  | 편집 |

| 2022년 10월 29일 (토요일) |  | 편집 |

| \| 2022년 10월 30일 (일요일) \| \| 편집 \| |  |      |
| 스포츠 - 2022년 일본 시리즈, 7차전: 오릭스 버팔로즈가 시리즈 전적 4승 1무 2패로 도쿄 야쿠르트 스왈로즈를 꺾고 일본 시리즈 우승을 차지하였다. 오릭스의 일본 시리즈 우승은 1996년 일본 시리즈 이후 26년 만이다. 최우수 선수(MVP)로는 오릭스의 외야수 스기모토 유타로가 선정되었다. 정치와 선거 - 브라질 총선에서 루이스 이나시우 룰라 다 시우바가 현직 대통령 자이르 보우소나루를 꺾고 대통령에 재선되었다. |  |      |
| 2022년 10월 30일 (일요일) |  | 편집 |

| 2022년 10월 30일 (일요일) |  | 편집 |

| \| 2022년 10월 31일 (월요일) \| \| 편집 \| |  |      |
|                                            |  |      |
| 2022년 10월 31일 (월요일)                  |  | 편집 |

| 2022년 10월 31일 (월요일) |  | 편집 |

| <          | 2022년 10월 | 2022년 10월  | 2022년 10월 | 2022년 10월 | 2022년 10월 | >          |
| 일         | 월          | 화           | 수          | 목          | 금          | 토         |
|            |             |              |             |             |             | 1 9.6 정해 |
| 2 7 무자   | 3 8 기축    | 4 9 경인     | 5 10 신묘   | 6 11 임진   | 7 12 계사   | 8 13 갑오  |
| 9 14 을미  | 10 15 병신  | 11 16 정유   | 12 17 무술  | 13 18 기해  | 14 19 경자  | 15 20 신축 |
| 16 21 임인 | 17 22 계묘  | 18 23 갑진   | 19 24 을사  | 20 25 병오  | 21 26 정미  | 22 27 무신 |
| 23 28 기유 | 24 29 경술  | 25 10.1 신해 | 26 2 임자   | 27 3 계축   | 28 4 갑인   | 29 5 을묘  |
| 30 6 병진  | 31 7 정사   |              |             |             |             |            |

| - 2022년 - 9월 - 10월 - 11월 편집하기 |